# Escuela Superior de Lechería
La Escuela superior de Lechería es una institución perteneciente a la Universidad del Trabajo del Uruguay, situada en la ciudad de Nueva Helvecia (Colonia Suiza), en el departamento de Colonia.

## Antecedentes
En Uruguay los primeros registros sobre elaboración de quesos datan desde 1861, época en la que se produjo la inmigración Suiza. En esa época se fundó la Colonia Agrícola Suiza Nueva Helvecia, y estos inmigrantes trajeron consigo su tan arraigada tradición de grandes queseros, que Suiza hoy mantiene muy en alto.
En la década de los años veinte, se comenzó a notar en la zona una necesidad cada vez mayor de contar con un Instituto que centralizara y difundiera la enseñanza de la industrialización de la leche.
Es así, que respondiendo a una aspiración de la Sociedad de Fomento Rural de Colonia Suiza y de algunos productores de la Liga de Queseros, el 5 de noviembre de 1926, se aprueba la ley de creación de la Escuela de Lechería. 
Los primeros registros de elaboración de quesos fue en 1861.
En los años 20, se noto la necesidad de un instituto que enseñara la industrialización de la leche

## Actualidad
Los egresados de la Escuela Superior de Lechería, que depende hoy de la Universidad del Trabajo del Uruguay, se desempeñan exitosamente en la industria lechera no solo del Uruguay sino en diversas partes del mundo.
En los últimos años además se han capacitado no solo alumnos uruguayos sino de otros países de Latinoamérica como Venezuela, Guatemala, Paraguay, etc.
La Escuela Superior de Lechería es un referente académico y profesional a nivel nacional, regional y de toda América.
En los últimos años la Escuela ha tenido un fuerte incremento del alumnado, habiendo llegado al tope de la capacidad docente de la Escuela.
El Instituto cuenta con un total de 110 (hectáreas) de campo útil, en las que se producen aproximadamente 1.600 litros de leche por día con un rodeo de 81 vacas.
Esta leche es procesada en una planta piloto en la que se elaboran los más diversos productos lácteos de acuerdo a lo establecido en el programa de estudios vigente, contando además con un laboratorio donde se realizan todos los análisis químicos y microbiológicos a la leche y a los diferentes subproductos elaborados.
En 2010 se colocó la piedra fundamental de lo que será la nueva fábrica, asimismo, la embajada Suiza ha aportado un nuevo pasteurizador que ya está instalado.
En el área de producción primaria cabe destacar que la Escuela ha ganado numerosos concursos lecheros a lo largo de todo el país como por ejemplo en el año 2010 ha sido galardonado con el primer premio del Concurso Nacional de Producción de Leche organizado por la Sociedad de Criadores de Holando.
Los alumnos también participan de "Olimpíadas del Saber Lácteo"  tanto en el Uruguay como en el exterior, con excelentes resultados. Prueba de ello es su exitosa participación en la Exposuipacha de la Provincia de Buenos Aires donde han obtenido el primer lugar.

## Cursos ofrecidos
- Técnico en Industrias Lácteas
- Técnico en Producción Lechera